# Marija Sergejewna Scharkowa
Marija Sergejewna Scharkowa (russisch Мария Сергеевна Жаркова; englische Schreibweise Maria Zharkova; * 7. Mai 1988) ist eine ehemalige russische Tennisspielerin.

## Karriere
Scharkowa spielte vor allem bei Turnieren der ITF Women’s World Tennis Tour, wo sie sieben Titel im Doppel gewinnen konnte.

## Turniersiege

### Doppel
| Nr. | Datum            | Turnier          | Kategorie   | Belag             | Partnerin           | Finalgegnerinnen                           | Ergebnis          |
| --- | ---------------- | ---------------- | ----------- | ----------------- | ------------------- | ------------------------------------------ | ----------------- |
| 1.  | 11. August 2007  | Moskau           | ITF $10.000 | Sand              | Tatjana Kotelnikowa | Wassilissa Dawydowa Anna Lapuschtschenkowa | 6:4, 3:6, 6:3     |
| 2.  | 26. April 2008   | Namangan         | ITF $25.000 | Hartplatz         | Wassilissa Dawydowa | Chayenne Ewijk Marina Melnikowa            | 3:6, 7:5, [10:6]  |
| 3.  | 30. Mai 2009     | Charkiw          | ITF $10.000 | Sand              | Katerina Herth      | Kateryna Baindl Elina Switolina            | 6:73, 6:3, [11:9] |
| 4.  | 17. April 2010   | Astana           | ITF $10.000 | Hartplatz (Halle) | Jewgenija Paschkowa | Alexandra Artamonova Khristina Kazimova    | 6:0, 6:1          |
| 5.  | 24. April 2010   | Almaty           | ITF $10.000 | Hartplatz (Halle) | Jewgenija Paschkowa | Xenija Palkina Anastasiya Prenko           | 3:6, 7:69, [10:7] |
| 6.  | 21. August 2010  | Sankt Petersburg | ITF $10.000 | Sand              | Jewgenija Paschkowa | Walentina Iwachnenko Mariya Malkhasyan     | 6:4, 5:7, [11:9]  |
| 7.  | 6. November 2010 | Minsk            | ITF $10.000 | Teppich (Halle)   | Jewgenija Paschkowa | Oksana Pavlova Jekaterina Jaschina         | 5:7, 7:5, [12:10] |